# Telaviv FC
Der Telaviv Football Club ist ein burundischer Fußballverein mit Sitz in der Stadt Bujumbura. Aktuell (Stand: Juli 2024) spielt der Verein in der zweiten Liga, der Ligue B.

## Stadion
Der Verein trägt seine Heimspiele im Stade de Gitega in Gitega aus. Das Stadion hat ein Fassungsvermögen von 10.000 Personen.